# Хмельницкая область
Хмельни́цкая о́бласть (укр. Хмельни́цька о́бласть), разг. Хмельнитчина (укр. Хмельниччина) — область на западе Украины. Расположена на землях Западного Подолья и Южной Волыни.
Площадь области составляет 20 629 км² (3,42 % площади территории Украины). Население — 1 254 702 человека (на 1 января 2020 года).
Административный центр и крупнейший город — Хмельницкий, другие крупные города — Каменец-Подольский, Шепетовка, Нетешин, Славута, Староконстантинов.

## Физико-географическая характеристика

### Географическое положение
Территория области находится между 48°27' и 50°37' северной широты и между 26°09' и 27°56' восточной долготы. Протяжённость области с севера на юг — 220 км, а с запада на восток — 120 км. Граничит на северо-западе с Ровненской, на северо-востоке с Житомирской, на востоке с Винницкой, на юге с Черновицкой, на западе с Тернопольской областями.

### Крайние населённые пункты
- На севере — с. Веселиновка Шепетовского района
- На юге — с. Гринчук Каменец-Подольского района
- На западе — с. Мыслова и г. Волочиск Хмельницкого района
- На востоке — с. Овсяники Хмельницкого района

### Рельеф
Большую центральную часть области занимает Подольская возвышенность (преобладающие высоты — 270—370 м), по которой проходят водоразделы Днепра, Южного Буга и Днестра. На северо-западе в пределы области заходит Волынская возвышенность (высоты до 329 м), а на севере — Полесская низменность (высоты 200—250 м). Юго-запад пересекает Толтровый кряж, на котором находится наивысшая точка области — гора Великая Бугачиха (409 м). Здесь распространены карстовые формы рельефа, попадаются пещеры (Атлантида, Залучанская). Крайний юг имеет грядоподобную поверхность, расчленённую каньоноподобными долинами притоков Днестра. Уровень Днестровского водохранилища (121 м) является наинизшей высотной отметкой.

### Гидрография
По территории области протекают 120 рек длиной свыше 10 км каждая. Крупнейшими являются Днестр (длина в пределах области — 160 км) с притоками Збруч, Смотрич, Ушица; Южный Буг (длина в пределах области — 120 км) с притоками Бужок, Волк, Иква; реки Днепровского бассейна — Горынь, Случь, Хомора.
Озёр мало. Встречаются преимущественно в бассейне Горыни. Крупнейшее водохранилище — Днестровское. Сооружено 1858 прудов и водохранилищ, главным образом в бассейнах Горыни и Южного Буга, в частности Щедровское (1258 га), Новоставское (1168 га), Кузьминское (765 га).

## История
Каменные орудия на местонахождении Головчинцы-1, расположенном у села Меджибож вблизи внешней границы древней четвертичной террасы Южного Буга, найдены в ископаемых почвах широкинского этапа, которые формировались не менее 900 тыс. — 1,2 млн лет назад. Подобный возраст, вероятно, имеют древнейшие слои с археологическими находками на местонахождении Меджибож А. Свидетельствами использования огня людьми в Меджибоже А являются очаги в верхних её слоях — одни из самых древних, обнаруженных в Восточной Европе. Время функционирования верхних слоёв Меджибожа 1 (слой 16а) и Меджибожа А (слой 1) относится к интервалу 380—400 тыс. лет назад. К нижнему палеолиту (средний ашель) относится и стоянка Лука-Врублевецкая на левом берегу Днестра. Типичный микок характеризуется единичными находками, включая типичный сердцевидный бифас с реки Смотрич на окраине Негина.
К культуре шаровидных амфор относятся могильники в Илятке.
В Луке-Врублевецкой найдены остатки поселения 4000—3000 годов до н. э., которое относится к раннему этапу трипольской культуры (единичное погребение в жилище). В окрестностях города Полонное нашли двухслойное поселение эпохи энеолита-бронзы с керамикой трипольской культуры 4—3 тыс. до н. э. и керамикой эпохи бронзы 2 тыс. до нашей эры.
К черняховской культуре относится поселение на реке Горынь в селе Лепесовка.
В XI—XIII веках между верховьями Южного Буга и Тетерева существовала Болоховская земля. Меч из Карабчиева — один из самых красивых древнерусских мечей, найденный под Каменец-Подольским, датируется X — первой половиной XI века. Рукоять меча — европейско-русского типа, орнамент — византийского типа. Тихомльское городище XII века расположено на месте древнерусского города Тихомля в бассейне реки Горыни. В 1144 году черниговский князь Изяслав Давыдович занял Ушицу, принадлежавшую тогда галицкому князю Владимиру Володаревичу. В 1159 году с половцами и берладниками Ушицу осадил Иван Ростиславич Берладник, но ушёл в Киев на помощь Изяславу Давыдовичу. В городе Полонное недалеко от костёла святой Анны нашли свинцовую грамоту XII века с кириллическим текстом.
Неподалёку от Каменец-Подольского был найден клад из 297 фрагментов вогнутых монет XIII века византийского типа.
Каменец-Подольский в 1434—1793 годах был центром Подольского воеводства в составе Малопольской провинции Короны Польской.
После третьего раздела Речи Посполитой в 1793 году вошло в состав Подольского наместничества в Российской империи.
В 1796 году Подольское наместничество было преобразовано в Подольскую губернию.
Область была выделена 22 сентября 1937 года из Винницкой области. На момент образования была самым западным регионом Украинской ССР и СССР. До 26 апреля 1954 года носила название Каменец-Подольская область. Административным центром области изначально был город Каменец-Подольск (он же город Каменец-Подольский с 9 августа 1944 года). Но 12 мая 1941 года административный центр области перенесли в город Проскуров, а область оставалась «Каменец-Подольской» до 1954 года, когда Проскуров переименовали в Хмельницкий.

## Население
Численность наличного населения области на 1 января 2020 года составляет 1 254 702 человека, в том числе городского населения 720 752 человека, или 57,4 %, сельского — 533 950 человек, или 42,6 %.

### Языковой состав
Языковой состав населения административных единиц, занимавших территорию современной Хмельницкой области, по данным переписи 1926 года характеризовался преобладанием украинского языка:
- Каменец-Подольский округ — украинский язык — 87,2 %, еврейский язык (идиш) — 8,3 %, русский язык — 2,1 %, польский язык — 2,0 %
- Шепетовский округ — украинский язык — 84,5 %, еврейский язык (идиш) — 7,0 %, польский язык — 5,5 %, русский язык — 1,8 %
- Проскуровский округ — украинский язык — 84,0 %, еврейский язык (идиш) — 7,8 %, польский язык — 6,0 %, русский язык — 1,8 %

Вследствие проводимой во времена СССР русификации Украины доля украиноязычных в населении Хмельницкой области между переписями 1970 и 1989 гг. постепенно уменьшалась, в то время как доля русскоязычных — возрастала. Родной язык населения Хмельницкой области по результатам переписей населения, %
|            | 1959 | 1970 | 1979 | 1989 | 2001 |
| ---------- | ---- | ---- | ---- | ---- | ---- |
| Украинский | 89,4 | 93,1 | 92,3 | 91,3 | 95,2 |
| Русский    | 5,7  | 5,8  | 6,9  | 8,0  | 4,1  |
| Другие     | 4,9  | 1,1  | 0,8  | 0,7  | 0,7  |

Родной язык населения Хмельницкой области по данным переписи 2001 года:
|                             | Украинский | Русский |
| --------------------------- | ---------- | ------- |
| Хмельницкая область         | 95,2       | 4,1     |
| г. Хмельницкий              | 88,4       | 10,4    |
| г. Каменец-Подольский       | 91,2       | 7,1     |
| г. Нетешин                  | 87,7       | 11,4    |
| г. Славута                  | 92,3       | 7,2     |
| г. Шепетовка                | 93,5       | 5,7     |
| г. Староконстантинов        | 92,0       | 7,5     |
| Белогорский район           | 99,0       | 0,8     |
| Виньковецкий район          | 97,2       | 2,6     |
| Волочисский район           | 98,5       | 1,3     |
| Городокский район           | 98,5       | 1,0     |
| Деражнянский район          | 98,2       | 1,4     |
| Дунаевецкий район           | 98,4       | 1,3     |
| Изяславский район           | 97,0       | 2,8     |
| Каменец-Подольский район    | 98,6       | 1,2     |
| Красиловский район          | 98,4       | 1,4     |
| Летичевский район           | 98,2       | 1,5     |
| Новоушицкий район           | 96,5       | 3,3     |
| Полонский район             | 98,4       | 1,4     |
| Славутский район            | 98,8       | 1,1     |
| Староконстантиновский район | 98,6       | 1,1     |
| Старосинявский район        | 98,7       | 0,8     |
| Теофипольский район         | 98,9       | 0,8     |
| Хмельницкий район           | 95,8       | 2,0     |
| Чемеровецкий район          | 99,1       | 0,8     |
| Шепетовский район           | 97,9       | 1,7     |
| Ярмолинецкий район          | 98,1       | 1,5     |

Украинский язык является единственным официальным языком на всей территории области.
По данным опроса, проведённого Социологической группой «Рейтинг» с 16 ноября по 10 декабря 2018 года в рамках проекта «Портрети Регіонів», 85 % жителей Хмельницкой области считали, что украинский язык должен быть единственным государственным языком на всей территории Украины. 8 % считали, что украинский язык должен быть единственным государственным языком, а русский — вторым официальным в некоторых регионах страны. 3 % считали, что русский должен стать вторым государственным языком страны. 4 % затруднились с ответом.
15 июня 2022 года решением Хмельницкого областного совета в Хмельницкой области был введён мораторий на публичное использование русскоязычного культурного продукта.
В 2023 году решением Хмельницкой областной военной администрации в Хмельницкой области утверждена «Программа развития и функционирования украинского языка как государственного во всех сферах общественной жизни в Хмельницкой области на 2023—2025 годы», главной целью которой является усиление позиций украинского языка в различных сферах общественной жизни региона.
По данным исследования Центра контент-анализа, проведённого в период с 15 августа по 15 сентября 2024 года, темой которого стало соотношение украинского и русского языков в украинском сегменте социальных сетей, в Хмельницкой области на украинском языке писалось 88,8 % сообщений (в 2023 году — 86,0 %, в 2022 году — 77,9 %, в 2020 году — 41,8 %), на русском — 11,2 % (в 2023 году — 14,0 %, в 2022 году — 22,1 %, в 2020 году — 58,2 %).
После провозглашения Украиной независимости в области, как и в стране в целом, происходит постепенная украинизация русифицированной в советское время системы образования. Динамика соотношения языков преподавания в учреждениях общего среднего образования в Хмельницкой области:
| Язык преподавания | Учебный год | Учебный год | Учебный год | Учебный год | Учебный год | Учебный год | Учебный год | Учебный год | Учебный год | Учебный год | Учебный год | Учебный год | Учебный год | Учебный год |
| Язык преподавания | 1991/92     | 1992/93     | 1993/94     | 1994/95     | 1995/96     | 2000/01     | 2005/06     | 2007/08     | 2010/11     | 2012/13     | 2015/16     | 2018/19     | 2021/22     | 2022/23     |
| ----------------- | ----------- | ----------- | ----------- | ----------- | ----------- | ----------- | ----------- | ----------- | ----------- | ----------- | ----------- | ----------- | ----------- | ----------- |
| Украинский        | 81,5 %      | 84,1 %      | 87,3 %      | 89,7 %      | 92,0 %      | 98,0 %      | 99,3 %      | 99,5 %      | 99,5 %      | 99,5 %      | 99,5 %      | 99,7 %      | 99,90 %     | 99,74 %     |
| Русский           | 18,5 %      | 15,9 %      | 12,7 %      | 10,3 %      | 8,0 %       | 2,0 %       | 0,4 %       | 0,3 %       | 0,2 %       | 0,2 %       | 0,2 %       | 0,1 %       | —           | —           |

В период с 2012/13 по 2016/17 учебный год в Хмельницкой области доля учеников, изучающих русский язык либо в русскоязычных классах, либо как отдельный предмет в классах с украинским языком преподавания, сократилась с 31,38 % до 15,34 %.
По данным Государственной службы статистики Украины в 2023/24 учебном году из 135 705 учащихся в учреждениях общего среднего образования в Хмельницкой области 135 475 (99,83 %) обучались в украиноязычных классах, 230 (0,17 %) — в польскоязычных.
По данным Государственной службы статистики Украины в 2024/25 учебном году из 131 470 учащихся в учреждениях общего среднего образования в Хмельницкой области 131 284 (99,86 %) обучались в украиноязычных классах, 186 (0,14 %) — в польскоязычных.

## Административно-территориальное устройство
Административный центр Хмельницкой области — город Хмельницкий.

### Районы
17 июля 2020 года принято новое деление области на 3 района:
| № | Район                    | Население (тыс. чел.) | Площадь (км²) | Административный центр |
| - | ------------------------ | --------------------- | ------------- | ---------------------- |
| 1 | Каменец-Подольский район | 291,1                 | 4524,5        | г. Каменец-Подольский  |
| 2 | Хмельницкий район        | 687,0                 | 10 768,3      | г. Хмельницкий         |
| 3 | Шепетовский район        | 286,5                 | 5352,2        | г. Шепетовка           |

Районы в свою очередь делятся на городские, поселковые и сельские объединённые территориальные общины (укр. об'єднана територіальна громада).

### Населённые пункты
Населённые пункты с количеством жителей свыше 5 тысяч

#### Города
| - Волочиск - Городок - Деражня - Дунаевцы - Изяслав - Каменец-Подольский | - Красилов - Нетешин - Полонное - Славута - Староконстантинов - Хмельницкий - Шепетовка |

#### Посёлки
| - Антонины - Аннополь - Базалия - Белогорье - Виньковцы - Войтовцы - Волковинцы - Грицев - Дунаевцы | - Закупное - Летичев - Лозовое - Меджибож - Наркевичи - Новая Ушица - Понинка - Сатанов - Смотрич | - Старая Синява - Старая Ушица - Теофиполь - Чемеровцы - Чёрный Остров - Ямполь - Ярмолинцы |

#### Сёла
| - Бальковцы - Бедриковцы - Великая Яромирка - Выгода - Выгода - Гарнышевка - Глядки - Давыдковцы - Завадинцы - Завадинцы | - Закриничье - Западинцы - Западинцы - Иванковцы - Кузьмин - Кузьмин - Калитинцы - Красностав - Медведевка - Миклаши - Моньки | - Кривчик - Моньчинцы - Нафтуловка - Остапковцы - Пасечная - Плужное - Поляны - Рудковцы - Сёмаки - Сёмаки | - Сырватинцы - Скипче - Солобковцы - Сорокодубы - Трительники - Хоптинцы - Чернелевка - Юхимовцы - Ярославка |

### История деления области
8 декабря 1966 года были образованы Виньковецкий, Полонский, Старосинявский и Теофипольский районы.
Число административных единиц, местных советов и населённых пунктов области до 17 июля 2020 года:
- районов — 20;
- районов в городах — 0;
- населённых пунктов — 1451, в том числе:
  - сельских — 1414;
  - городских — 37, в том числе:
    - посёлков городского типа — 24;
    - городов — 13, в том числе:
      - городов областного значения — 6;
      - городов районного значения — 7;
- сельских советов — 568.

20 районов до 17 июля 2020 года:
| - Белогорский район - Виньковецкий район - Волочисский район - Городокский район - Деражнянский район - Дунаевецкий район - Изяславский район | - Каменец-Подольский район - Красиловский район - Летичевский район - Новоушицкий район - Полонский район - Славутский район - Староконстантиновский район | - Старосинявский район - Теофипольский район - Хмельницкий район - Чемеровецкий район - Шепетовский район - Ярмолинецкий район |

Статусы городов до 2020 года:
| Города областного подчинения - Каменец-Подольский - Нетешин - Славута - Староконстантинов - Хмельницкий - Шепетовка | Города районного подчинения - Волочиск - Городок - Деражня - Дунаевцы - Изяслав - Красилов - Полонное |

### Органы власти
Местное самоуправление в области осуществляет Хмельницкий областной совет, исполнительную власть — Хмельницкая областная государственная администрация. Главой области является председатель облгосадминистрации, назначаемый Президентом Украины.

## Экономика
| N | показатель               | единицы          | значение, 2014 г. |
| - | ------------------------ | ---------------- | ----------------- |
| 1 | Экспорт товаров          | млн долларов США | 506,3             |
| 2 | Уд. вес в общеукраинском | %                | 0,9               |
| 3 | Импорт товаров           | млн долларов США | 346,9             |
| 4 | Уд. вес в общеукраинском | %                | 0,6               |
| 5 | Сальдо экспорт-импорт    | млн долларов США | 159,4             |
| 6 | Капитальные инвестиции   | млн гривен       | 3811,2            |
| 7 | Средняя зарплата         | грн              | 2878              |
| 8 | Средняя зарплата         | долларов США     | 242,1             |

По материалам Комитета статистики Украины (укр.) и Главного управления статистики в Хмельницкой области (укр.)

## Уроженцы
- Герои Советского Союза

- Бейдер, Хаим Волькович (1920—2003) — советский филолог, литератор и журналист, один из ведущих учёных идишской культуры в СССР.
- Герций, Юрий Викторович (род. 1 июня 1946, село Рябиевка, Волочисский район, Хмельницкая область) — российский государственный деятель, руководитель Федеральной службы по труду и занятости (Роструд) в 2008—2013 годах.
- Кондратюк, Николай Кондратьевич (1931—2006) — оперный певец, народный артист СССР (1978).
- Левицкий, Алексей Яковлевич (род. 1931) — оперный певец, заслуженный артист РСФСР (1962), народный артист РФ (1996).
- Мельникова, Тамара Михайловна (род. 1940) — российский музейный работник, педагог, литературовед. Директор ФГУК «Государственный Лермонтовский музей-заповедник „Тарханы“» с 1978 года. Заслуженный работник культуры РСФСР.
- Маняк, Владимир Антонович (1934—1992) — украинский писатель, поэт, прозаик, публицист, общественный деятель. Член Союза писателей Украины, Союза писателей СССР (1967).
- Матвиенко, Валентина Ивановна (род. 1949) — российский государственный деятель, губернатор и председатель Правительства Санкт-Петербурга в 2003—2011 годах, председатель Совета Федерации Федерального Собрания Российской Федерации с 2011 года.
- Мазур, Алла Григорьевна (род. 16 сентября 1965) — украинская журналистка. Ведущая информационной программы ТСН на украинском телеканале «1+1».
- Мейхер, Надежда Александровна (род. 1982) — украинская певица, телеведущая. Солистка известной украинской женской поп-группы «ВИА Гра».
- Пономарёв, Александр Валерьевич (род. 1973) — украинский эстрадный певец, народный артист Украины.
- Степанков, Константин Петрович (1928—2004) — актёр театра и кино, народный артист СССР (1977).
- Швец, Владимир Александрович (1949) — заслуженный журналист Украины, Член Союза журналистов Украины.
- Укупник, Аркадий Семёнович (род. 1953) — российский композитор, поп-певец, продюсер группы «Кар-Мэн», заслуженный артист России.
- Леся Никитюк (род. 1987) — украинская актриса, ведущая программы «Орёл и решка» на российском телеканале «Пятница!».
- Татаринцева, Ольга Алексеевна (1967) — художница.

## Награды
- Орден Ленина (26 февраля 1958 года)[59].